# Baaora dworakowskae
Baaora dworakowskae är en insektsart som beskrevs av Huang och Zhang 2006. Baaora dworakowskae ingår i släktet Baaora och familjen dvärgstritar. Inga underarter finns listade i Catalogue of Life.